# Apolemichthys
Genre
Apolemichthys est un genre de poissons osseux de la famille des Pomacanthidés (« poissons-anges »).

## Liste d'espèces
Selon World Register of Marine Species (24 août 2014), ITIS (2 février 2011) et FishBase (24 août 2014) :
- Apolemichthys arcuatus (Gray, 1831)
- Apolemichthys armitagei Smith, 1955
- Apolemichthys griffisi (Carlson & Taylor, 1981)
- Apolemichthys guezei (Randall & Maugé, 1978)
- Apolemichthys kingi Heemstra, 1984
- Apolemichthys trimaculatus (Cuvier in Cuvier & Valenciennes, 1831) — Poisson-ange à trois taches
- Apolemichthys xanthopunctatus Burgess, 1973
- Apolemichthys xanthotis (Fraser-Brunner, 1950)
- Apolemichthys xanthurus (Bennett, 1833) — Poisson-ange des Indes

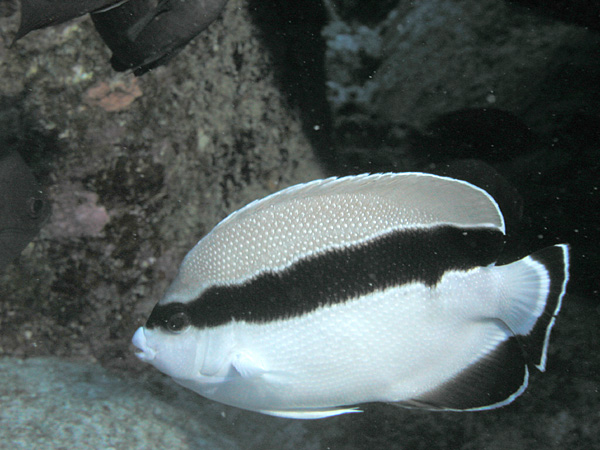
Apolemichthys arcuatus
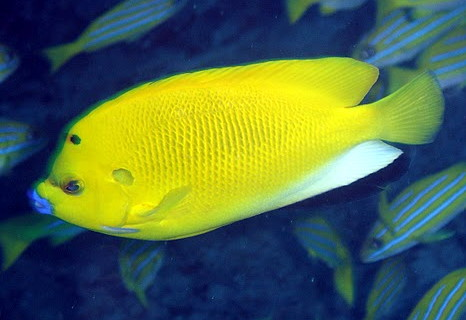
Apolemichthys trimaculatus
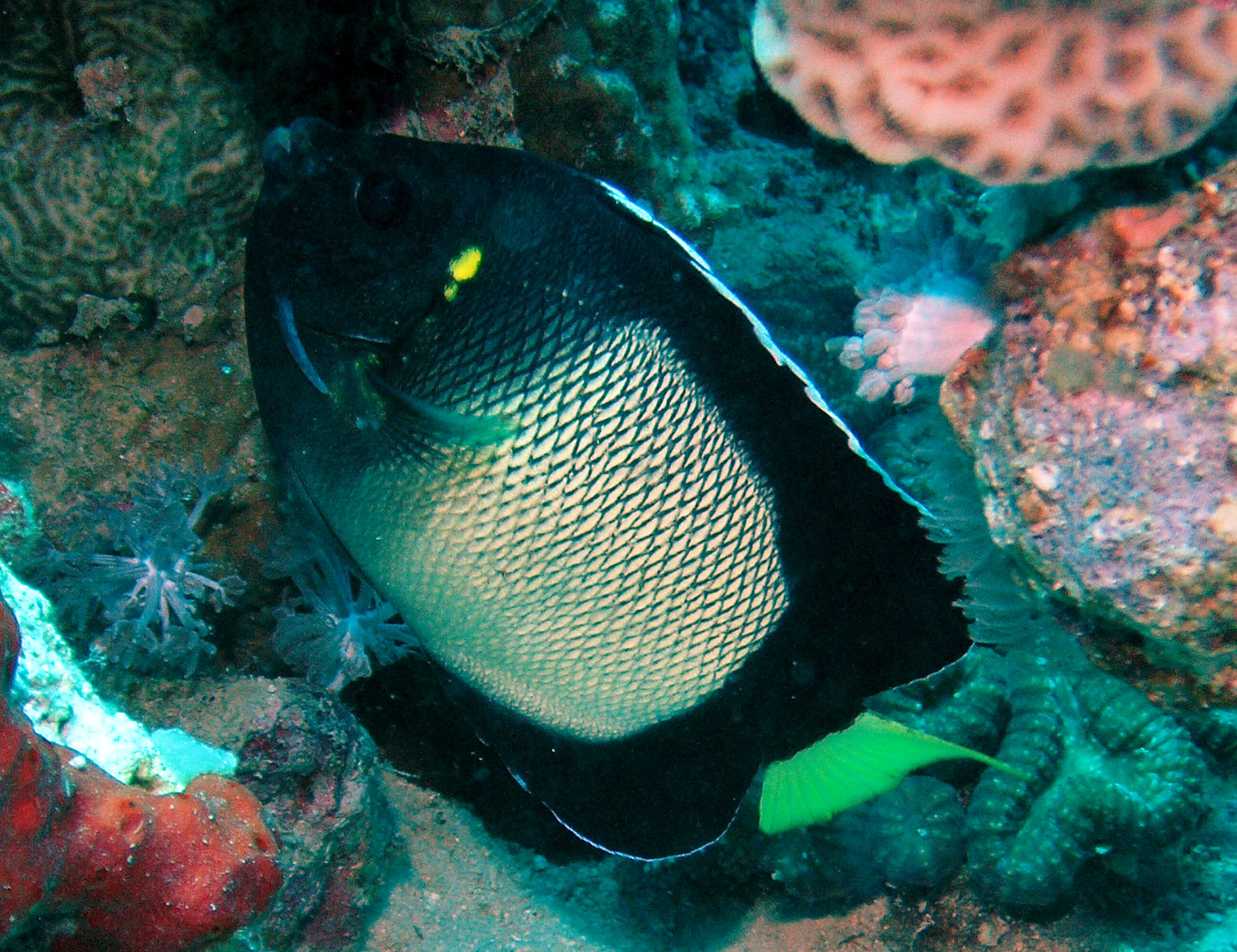
Apolemichthys xanthotis
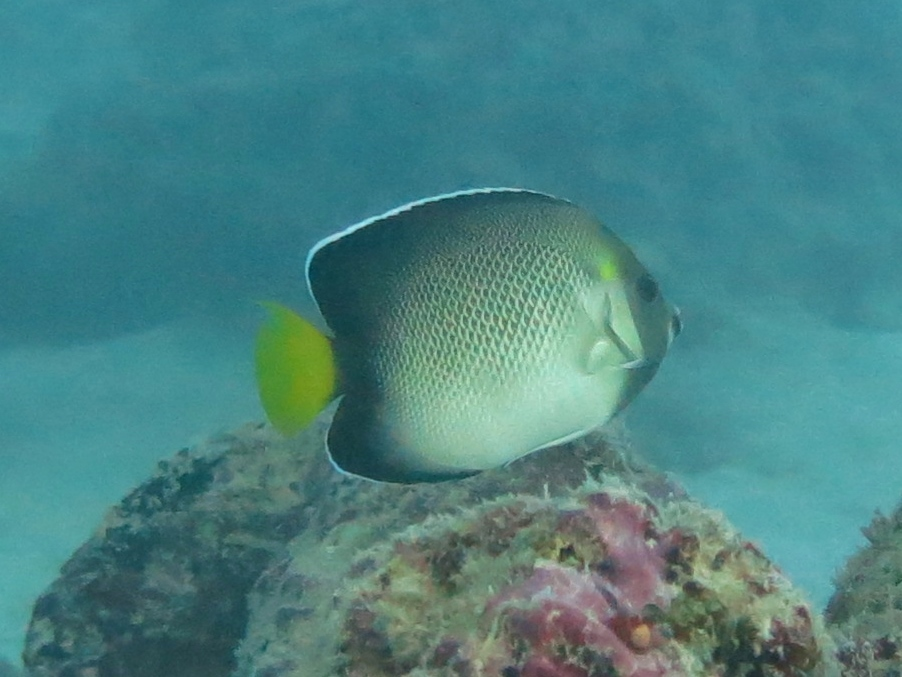
Apolemichthys xanthurus